# Szarvépalli Rádákrisnan
Szarvépalli Rádákrisnan (angol: Sarvepalli Radhakrishnan) kiejtéseⓘ (1888. szeptember 5. – 1975. április 17.) indiai akadémikus, professzor, politikus, filozófus. India első alelnökeként (1952–1962) és második elnökeként (államfő) (1962–1967) szolgált.
Az összehasonlító vallástudomány és vallásfilozófia egyik kiemelkedő 20. századi, indiai képviselője.

## Élete
1888. szeptember 5-én született Tiruttani helységben, Tamil Nadu dél-indiai államban. Iskolai tanulmányokat Madraszban folytatott.
Miután 1911-ben befejezte tanulmányait a Madraszi Keresztény Főiskolán, a főiskola adjunktusa, majd filozófiaprofesszora, majd később a Mysore-i Egyetem (1918-1921) és a Kalkuttai Egyetem (1921–1932) tanára lett. Ezután a keleti vallás és etika Spalding professzora az Oxfordi Egyetemen (1936–1952). Ő volt az első indiai professzor az Oxfordi Egyetemen. 1930-ban kinevezték a Chicagói Egyetem összehasonlító vallástudományának tanárává is.
Amikor India 1947-ben függetlenné vált, ő képviselte Indiát az UNESCO-n belül (1946–52), majd 1949-től 1952-ig India nagyköveteként működött a Szovjetunióban. 1952-ben India első alelnökévé választották. Ezt a posztot tíz évig viselte. Majd 1962-ben India második elnökévé (államfő) választották meg (1962–1967).

## Filozófiája
Filozófiája az advaita vedantán alapult. Védte a hinduizmust az ún. "tájékozatlan nyugati kritika" ellen, ezzel hozzájárulva a kortárs hindu identitás kialakulásához. Indiában és nyugaton egyaránt befolyásos volt a hinduizmus megértésének kialakításában, és hídépítő hírnevet szerzett India és a Nyugat között.
Hitt abban, hogy a különböző vallások ugyanahhoz a célhoz nyújtanak utat, s lényegi egység rejlik a hittételek és a vallásgyakorlás terén mutatkozó különbségek mögött.
Nagy hatású munkája az „Indiai filozófia”, amely a szubkontinens filozófiájának történetét feldolgozva, megismertette Európát és a világot a hindu vallásfilozófiai irányzatokkal. Az ind filozófia elveit áteszmélve, azokat az egyéniségén átszűrve, szinte önmaga lényegévé téve hirdeti az ember átformálásának az igényét. „Át kell alakítanunk — írta — az emberi természetet, hogy több rokonszenvvel és nagyobb képzelőtehetséggel rendelkezzék. Meg kell tanítanunk az embereket arra, hogy más emberek boldogságát vagy szenvedését a magukénak tekintsék.” Ez a gondolat, az emberi szolidaritás gondolata, mélyen áthatotta közéleti tevékenységét is.  
Vallotta, hogy „a filozófusnak nemcsak az a dolga, hogy magyarázza az életet, hanem, hogy meg is változtassa.” 
Kalkuttai hivatali ideje alatt együttdolgozott Rabindranath Tagoreval.

## Elismerése
Radhakrishnan életében számos magas kitüntetést kapott, köztük 1931-ben lovaggá ütötték, 1954-ben a Bharat Ratnát, India legmagasabb polgári kitüntetését és 1963-ban a brit királyi érdemrend tiszteletbeli tagságát.
Több európai és amerikai egyetem tiszteletbeli professzora és díszdoktora lett. 
1961-ben „az államtudományok művelésében és a népek közötti barátság erősítésében és elmélyítésében szerzett kimagasló érdemeiért” az Eötvös Loránd Tudományegyetem avatta díszdoktorrá.
1933 és 1937 között, öt egymást követő évben irodalmi Nobel-díjra jelölték.
A születésnapját 1962 óta minden évben szeptember 5-én a Tanárok Napjaként ünneplik Indiában.

## Művei
Számos könyvet írt, főbb művei kiemelve:
- The philosophy of Rabindranath Tagore (1918), Macmillan, London, 294 pages
- Indian Philosophy  (Indiai filozófia), (1923) Vol.1, 738 pages. (1927) Vol 2, 807 pages. Oxford University Press.
- The Hindu View of Life (A hindu életszemlélet) (1926), 92 pages
- An Idealist View of Life (1929), 351 pages
- Kalki, or the Future of Civilization (1929), 96 pages
- Eastern Religions and Western Thought (Keleti vallások és a nyugati gondolkodás) (1939), Oxford University Press, 396 pages
- Religion and Society (1947), George Allen and Unwin Ltd., London, 242 pages
- Bhagavad-gitához és az Upanisádokhoz írt kommentárok
  - The Bhagavadgītā: with an introductory essay, Sanskrit text, English translation and notes (1948), 388 pages
- The Dhammapada (1950), 194 pages, Oxford University Press
  - The Principal Upanishads (1953), 958 pages, HarperCollins Publishers Limited
- Recovery of Faith (1956), 205 pages
- A Source Book in Indian Philosophy (1957), 683 pages, Princeton University Press
- The Brahma Sutra: The Philosophy of Spiritual Life. London: George Allen & Unwin Ltd., 1959, 606 pages. [21]
- Religion, Science & Culture (1968), 121 pages